# ویلم دریس
ویلم دریس ؛() (به هلندی: Willem Drees) (زادهٔ ۵ ژوئیهٔ ۱۸۸۶ – درگذشتهٔ ۱۴ مهٔ ۱۹۸۸)
یک سیاستمدار هلندی از حزب کارگر (پی‌وی‌دی‌آ PvdA) بود. او به عنوان نخست‌وزیر هلند از ۷ اوت ۱۹۴۸ تا ۲۲ دسامبر ۱۹۵۸ خدمت کرده‌است. ویلم دریس همچنین نخستین نخست‌وزیر از حزب کارگر و سی‌امین نخست‌وزیر این کشوراست. پس از دوران نخست‌وزیری، زمانی که او از صحنهٔ فعال سیاسی بازنشسته شد هفتاد و دو سال داشت و دومین مسن‌ترین نخست‌وزیر هلند پس از یوهان رودلف توربک بود، که در دفترکارش در سن هفتاد و چهار سالگی درگذشت. در ۲۲ دسامبر سال ۱۹۵۸ عنوان افتخاری وزیر کشور به ویلم دریس اعطا شد. او یک ناظر بسیار فعال در سیاست هلند باقی ماند و تا سن نود و هفت سالگی به انتشار تعداد قابل توجهی کتاب و مقاله پرداخت.
برای مشارکت‌های مهم و اجرای قوانین اصلاحات اجتماعی ویلم دریس را بسیاری به عنوان مهم‌ترین سیاستمدار هلندی پس از جنگ جهانی دوم ستایش می‌کنند:
پس از یک نظر سنجی که در سال ۲۰۰۶ توسط مؤسسهٔ هلندی (وپرو VPRO) برگزار شد ویلم دریس به عنوان بهترین نخست‌وزیر هلند پس از جنگ جهانی دوم برگزیده شده‌است. (وپرو VPRO) از مشی سیاسی لیبرال مسیحی پیروی می‌کند.
ویلم دریس در ۱۴ مهٔ ۱۹۸۸ دو ماه پیش از تولد ۱۰۲ سالگی‌اش درگذشت. او در تاریخ هلند بیش از همهٔ نخست‌وزیران این کشور عمر کرد.